# انریکو چیستر
انریکو چیستر (انگلیسی: Enrico Cester؛ زادهٔ ۱۶ مارس ۱۹۸۸) بازیکن والیبال اهل ایتالیا و عضو تیم ملی والیبال ایتالیا است.
از باشگاه‌هایی که در آن بازی کرده‌است می‌توان به باشگاه والیبال لوبه اشاره کرد.